# بید گوش‌دار
بید گوش‌دار (نام علمی: Salix aurita) نام یک گونه از سرده بید است.